# 芝加哥城市學院
芝加哥城市學院（City Colleges of Chicago）是為美國伊利諾伊州芝加哥地區居民提供教育的一個社區學院系統，包含七所社區學院和六所教育中心。其提供的教育項目包括二年制大專、七週制職業教育和以英語為第二語言或外語課程。
其行政部門位於芝加哥的盧普區， 2013年全年學生數達114,255人，教員達5,800人。

## 外部連結
- City Colleges of Chicago （页面存档备份，存于）